# 85970 Fundaçãoterra
85970 Fundaçãoterra è un asteroide della fascia principale. Scoperto nel 1999, presenta un'orbita caratterizzata da un semiasse maggiore pari a 2,5900605 UA e da un'eccentricità di 0,0908504, inclinata di 4,40249° rispetto all'eclittica.